# Nagybaromlak község
Nagybaromlak község (románul: Comuna Valea Viilor) község Szeben megyében, Romániában. Központja Nagybaromlak, beosztott falva Martontelke.

## Fekvése
Szeben megye északi részén, a Nagy-Küküllő mentén helyezkedik el, Kiskapustól keletre 5 kilométerre.

## Népessége
1850-től a népesség alábbiak szerint alakult:
| Lakosok száma | 1961 | 1869 | 2061 | 2249 | 2607 | 2869 | 1915 | 2008 | 1873 | 1962 |
|               | 1850 | 1880 | 1900 | 1920 | 1941 | 1977 | 1992 | 2002 | 2011 | 2021 |

A 2011-es népszámlálás adatai alapján a község népessége 1873 fő volt, melynek 84,3%-a román, 9,29%-a roma és 2,19%-a magyar. Vallási hovatartozás szempontjából a lakosság 88,47%-a ortodox, 2,35%-a a Keresztyén Testvérgyülekezet tagja és 1,76%-a pünkösdista.

## Nevezetességei
A község területéről az alábbi épületek szerepelnek a romániai műemlékek jegyzékében:
- a martontelki erőtemplom (LMI-kódja SB-II-a-B-12473)
- a nagybaromlaki falukép (SB-II-s-A-12581)
- a nagybaromlaki erődtemplom (SB-II-a-A-12582), 1999-től a világörökség része[7]

## Híres emberek
- Nagybaromlakon született Marțian Negrea (1893–1973) zeneszerző.[8]